# Albert Gaillard
Albert Gaillard (Neuilly-sur-Seine, 5 de septiembre de 1858 - Angers, 28 de julio de 1903) fue un botánico, y micólogo francés.

## Biografía
De 1889 a 1903, trabajó como curador del herbario Lloyd en Angers (más tarde conocido como "Arboretum de la Maulévrie Herbiers de la Ville d'Angers").
En 1887, recolectó especímenes micológicos y botánicos en Venezuela; mayormente en Puerto Ayacucho y sitios a lo largo del río Orinoco, haciendo jornadas tan lejos como San Fernando de Atabapo. En Colombia, lo hizo a lo largo del río Guaviare, un tributario de Orinoco.

## Algunas publicaciones
- Champignons du Vénézuéla et principalement de la région du Haut-Orénoque, récoltés en 1887 par M.A. Gaillard. Bull. de la Société Mycologique de France (1888–89) coautor Narcisse Théophile Patouillard.
- Contribution à l'étude des champignons inférieurs: famille des Périspoiacées, le genre Meliola : anatomie, morphologie, systématique, (1892)[2]
- Le genre Meliola. Parte 1, Bull. de la Société Mycologique de France 8: 76-[78] 1892.
- Le genre Meliola. Parte 2, Bull. de la Société Mycologique de France 8 (4): 176-188. 1892.
- Note sur quelques espéces nouvelles du genre Asterina. Bulletin de la Société Mycologique de France 13: 179-181. 1897[3]

### Epónimos
Género de hongos
- Gaillardiella (familia Nitschkiaceae) nombrada en su honor por Narcisse Théophile Patouillard (1895).[1]

Género de vegetales
- (Asteraceae) Gaillardia Fouger. Biddulph[4]